# Ітум-Калінський район
Ітум-Калінський район (чеч. Итон-Кхаьллан КІошт, рос. Итум-Калинский район) - адміністративна одиниця у складі Чеченської республіки Російської Федерації. Адміністративний центр - село Ітум-Кале.
Населення становить 5 888 осіб. Площа - 2000 км². Району підпорядковані 30 населених пунктів, які належать до 12 сільських поселень.

## Населення
Національний склад населення району за даними Всеросійського перепису населення 2010 року:
| Національність | Чисельність, осіб | Відсоток від всього населення, % |
| -------------- | ----------------- | -------------------------------- |
| чеченці        | 5 080             | 92,65 %                          |
| росіяни        | 123               | 2,24 %                           |
| аварці         | 81                | 1,48 %                           |
| лезгини        | 50                | 0,91 %                           |
| табасарани     | 47                | 0,86 %                           |
| кумики         | 24                | 0,44 %                           |
| інші           | 51                | 0,93 %                           |
| не вказали     | 27                | 0,49 %                           |
| всього         | 5 483             | 100,00 %                         |